# Bistra
Bistra (bulgariska: Бистра) är ett distrikt i Bulgarien.   Det ligger i kommunen obsjtina Alfatar och regionen Silistra, i den nordöstra delen av landet, 300 kilometer öster om huvudstaden Sofia.
Trakten runt Bistra består till största delen av jordbruksmark. Runt Bistra är det ganska glesbefolkat, med 36 invånare per kvadratkilometer.